# دارين ليفين
دارين ليفين (بالإنجليزية: Darren Levine)‏ هو فنان قتالي أمريكي، ولد في 3 أبريل 1960 في لوس أنجلوس في الولايات المتحدة.